# Vals (Mühlbach)
Vals (italienisch: Valles) ist eine Fraktion der Marktgemeinde Mühlbach in Südtirol (Italien) mit 599 Einwohnern (Stand: 31. Dezember 2024). Sie liegt im vom Valler Bach entwässerten Valler Tal in den Pfunderer Bergen der Zillertaler Alpen.

## Geschichte
Seit dem späten 12. Jahrhundert ist Valler Grundbesitz bei auswärtigen Adelsgeschlechtern nachgewiesen, so z. B. 1189 bei Hugo von Schöneck (Madlan), 1253 bei Heinrich der Maulrapp (Zingerle) und 1288 bei einer Frau von Banch (Tannicher). Im Jahr 1263 belehnte Bischof Bruno von Brixen den jüngeren Sohn Otto des Dietmar Mayr in Niedervintl mit dem hochstiftischen Mayrhof in Vals. Wirtschaftsgeschichtlich lag der Reichtum des Tales im großen Waldbestand sowie in der Viehzucht. Dies bot Anlass für Herren und Stifte von auswärts, sog. Schwaighöfe zu erwerben. Diese hatten ihrerseits Grundzins in Ergebnissen der Viehwirtschaft zu leisten, vor allem Käse. Unter den bedeutendsten Grundherren von Vals, den Freiherren und Grafen von Wolkenstein-Rodeneck wurde letzterer, wenn er zum Verkauf kam, sozusagen als Qualitätssiegel mit dem Wolkensteinischen Wappen versehen. 
Auffallend viele Inhaber von Höfen in Vals stammten aus der Gemeinde Natz (Rizzailler / Raspenhof, Specker / Graf in Natz, Gadner / Kaltenhauser; Grimm / Bacher in Raas, Lackner / Kofler, Thurner / Agstner, Egger i. B. / Hasler, Reiter / Brunner, Geiger / Köferer usw.), aber auch von Neustift (Graf / Strasser) und Mühlbach (Südtirol) (Wieser / Atzwanger).
Ein wichtiges Dokument, der Escher- oder Oescherbrief, stammt aus den Jahren 1450 bzw. 1610 (Original im Pfarrarchiv in Vals). Darin wurden zwischen den Valler Gemeindeleuten und dem Gerichtsherrn Christof Freiherr von Wolkenstein die Flur- und Waldordnung sowie die Alm- und Weideordnung vereinbart, welche im Wesentlichen heute noch in Kraft sind.
1929 wurde das bis dato eigenständige Vals der Gemeinde Mühlbach zugeschlagen.

## Sehenswertes
Die Pfarrkirche zum Hl. Andreas in Vals stammt ursprünglich aus dem Jahr 1341. Turm und Spitzbogenfenster datieren ebenso wie der Achteckhelm aus dem 15. Jahrhundert. Die Inneneinrichtung ist neugotisch gestaltet.

## Bildung
In Vals gibt es eine Grundschule für die deutsche Sprachgruppe.

## Wirtschaft und Tourismus

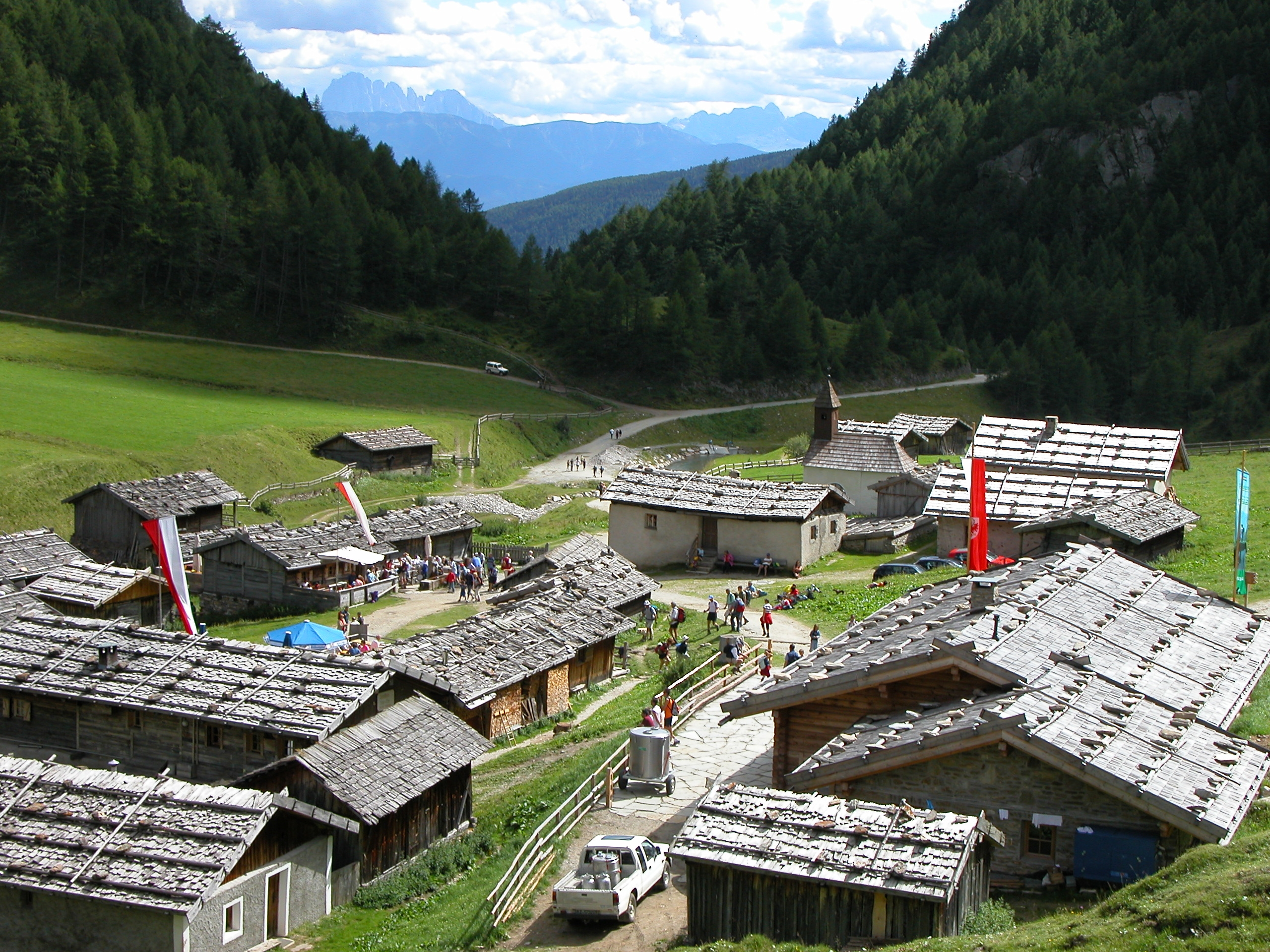
Fane-Alm mit Blick auf Langkofel, Plattkofel, Seiser Alm

Die Einwohner leben neben der Landwirtschaft zum größten Teil vom Tourismus (Sommer- und Wintersaison), was sich auch in der Anzahl der Hotels und Restaurants widerspiegelt. In Vals gibt es zwei Skigebiete, wobei das Skigebiet Jochtal in 1.900–2.100 Metern Höhe und sein Pendant in 1.300–1.600 Metern Höhe liegen. Seit 2011/12 besteht eine direkte Verbindung (2 Kabinenumlaufbahnen) zum Skigebiet Gitschberg. Des Weiteren hat der Ort einen Eislaufplatz, mehrere Kilometer Langlaufloipen sowie einen Kinderskipark, der an die Skischule angeschlossen ist. Landwirtschaftlich wie touristisch von Bedeutung ist die erhöht über Vals gelegene Fane-Alm.

## Persönlichkeiten
- Pius Leitner (* 1954), in Vals geborener Politiker